# Åsen (przystanek kolejowy)
Åsen – kolejowy przystanek osobowy w Åsen, w okręgu Trøndelag w Norwegii, jest oddalony od Trondheim o 61,40 km. Położony 70,6 m n.p.m.

## Ruch pasażerski
Należy do linii Nordlandsbanen. Jest elementem kolei aglomeracyjnej w Trondheim i obsługuje lokalny ruch do Trondheim S i Steinkjer.  Pociągi odjeżdżają co pół godziny w godzinach szczytu i co godzinę poza szczytem.

## Obsługa pasażerów
Wiata, poczekalnie, automat biletowy parking rowerowy, parking na 25 miejsc, parking rowerowy. Odprawa podróżnych odbywa się w pociągu.